# Ken Farnum
Kenneth Aubrey «Ken» Farnum (18 de enero de 1931 en Bridgetown - 4 de abril de 2020 en la ciudad de Nueva York) fue un ciclista de Barbados. Fue el primer barbadense en participar en los Juegos Olímpicos, aunque bajo la bandera de Jamaica. 

## Carrera atlética
Ken Farnum ha estado activo como ciclista desde que tenía diez años. Ocho veces seguidas se convirtió en campeón de sprint de las Indias Occidentales. Los atletas de Barbados han dominado el ciclismo en las pistas de bicicleta de hierba en el Caribe desde la década de 1940. 
El Fondo Farnum para Finlandia fue fundado para que Farnum pudiera participar en los Juegos Olímpicos de 1952 en Helsinki. Con el apoyo financiero de este fondo y el gobierno de Barbados, Ken Farnum pudo viajar a Finlandia. Como Barbados no tenía estatus olímpico antes de 1962, comenzó para el equipo jamaicano. Con un tiempo de 1:17.2 minutos, Farnum, que tuvo problemas con el clima en Finlandia, terminó 20.º en la contrarreloj de 1000 metros. En el sprint, fue eliminado en la carrera de esperanza de la primera vuelta. Fue el único ciclista negro que comenzó estos juegos.
En 1955, se mudó a la ciudad de Nueva York con su familia. Tres veces seguidas - 1955, 1956 y 1957 - Farnum, "un ciclista de piel morena en un deporte dominado por jinetes blancos", el campeonato del Estado de Nueva York y se convirtió así en un "héroe popular". También tomó a los jóvenes ciclistas afroamericanos como Herb Francis y Perry Metzler bajo su protección. Recibió la ciudadanía estadounidense el 27 de junio de 1966.

## Muerte
Farnum murió el 4 de abril de 2020 durante la pandemia de COVID-19 en la ciudad de Nueva York a la edad de 89 años como resultado de una infección por SARS-CoV-2. 